# Encore (Got7)
Encore è un singolo del gruppo sudcoreano Got7, pubblicato il 20 febbraio 2021.
È la prima uscita del gruppo dopo la conclusione del contratto settennale con JYP Entertainment il 19 gennaio precedente.

## Descrizione
Concluso il contratto settennale con JYP Entertainment il 19 gennaio 2021, il 19 febbraio i Got7 lanciano un nuovo canale YouTube, pubblicando contestualmente un video da 25 secondi e sette storie Instagram con i quali annunciano l'uscita del singolo Encore, sotto Warner Music Korea, per il giorno successivo.
Scritto da Jinyoung con Trippy a gennaio, Encore parla del viaggio dei Got7, di come siano cresciuti insieme ai fan, e dell'amore e gratitudine che provano nei loro confronti. Il ritornello e le strofe successive evidenziano la dedizione del gruppo ai fan e la promessa di continuare "anche se il mondo finisce". La melodia rilassata da ballad ispirata alla musica pop e all'R&B è accompagnata dalla chitarra acustica e dalla batteria.

## Video musicale
Il video musicale di Encore, per il quale Mark ha fatto da produttore esecutivo, è stato pubblicato il 20 febbraio 2021 contestualmente con il singolo. L'inquadratura iniziale di Jackson in bianco e nero diventa a colori quando si riunisce al resto del gruppo, e il video prosegue mostrando i membri divertirsi nello studio durante la registrazione della canzone. Verso la fine è stato inserito un videomessaggio nel quale i Got7 si rivolgono ai fan spiegando i motivi che li hanno spinti a pubblicare la canzone, e per concludere degli spezzoni dell'ultima tappa del Keep Spinning World Tour a Manila nel 2019, con i fan che inneggiano all'encore.

## Accoglienza
Scrivendo per Forbes, Jeff Benjamin ha commentato che "Encore sembra una vera espressione dei Got7", nel quale il gruppo trasmette un messaggio puro e non filtrato, non essendo costretto ad adattare le sue visioni alle tendenze musicali.

## Tracce
1. Encore – 3:32 (testo: Jinyoung – musica: Jinyoung, Trippy)

## Formazione
Crediti adattati da ManiaDB.
Gruppo
- Mark – rap
- Jay B – voce
- Jackson – voce
- Jinyoung – voce, testi, musiche, direzione vocale, ritornello
- Youngjae – voce
- BamBam – rap
- Yugyeom – voce

Produzione
- Distract – ritornello, editing vocale
- Trippy – musiche, arrangiamenti, sintetizzatore, piano, basso, chitarra, batteria
- Gu Jong-pil – missaggio
- Park Jeong-eon – mastering

## Successo commerciale
Encore ha occupato la prima posizione della iTunes Song Chart in 42 Paesi nell'arco di 24 ore, totalizzando 54 primi posti, oltre ad arrivare in cima alla WorldWide iTunes Song Chart. Il 6 marzo 2021 è entrata in posizione 108 sulla Billboard Global Chart Excl. U.S.